# Schwarzachschlucht bei Schwarzenbruck
Die Schwarzachschlucht ist ein etwa 2,2 Kilometer langes und schluchtartiges Flusstal südlich von Schwarzenbruck im mittelfränkischen Landkreis Nürnberger Land in Bayern. Es ist benannt nach dem Fluss Schwarzach.

## Lage
Die Schlucht liegt an der südlichen Grenze des Lorenzer Reichswaldes in Mittelfranken. Der Fluss bildet die Grenze zwischen dem im Norden liegenden Landkreis Nürnberger Land und dem Landkreis Roth. In Richtung Westen endet die Schlucht am Brückkanal und im Osten südlich des Schwarzenbrucker Gemeindeteiles Gsteinach nahe dem Naturschutzgebiet Schwarzenbrucker Moor.

## Geotop
Die Schwarzachschlucht wird auch Schwarzachklamm oder Schwarzachdurchbruch genannt. Die Schlucht ist vom Bayerischen Landesamt für Umwelt als Geotop 574R001 ausgewiesen und mit dem offiziellen Gütesiegel "Bayerns schönste Geotope" ausgezeichnet worden. Siehe auch Liste der Geotope im Landkreis Nürnberger Land.

## Naturschutzgebiet
Die gesamte Schlucht ist seit 1936 ein ausgewiesenes, 41 Hektar großes Naturschutzgebiet und trägt die Katasternummer NSG-00300.01. Der Hauptgrund für die Unterschutzstellung ist der Reichtum an Moosen. Ergänzend sind unmittelbar am Fluss Erlen-Auwälder und an den Hängen Mischwälder mit Buchen-, Kiefern- und Fichtenbesatz zu finden. Durch die zurückhaltende Nutzung der Waldwirtschaft verbleibt regelmäßig das Totholz.
Das Naturschutzgebiet ist Bestandteil des Natura 2000 Netzwerkes und als Teil des Schutzgebietes DE6633371, NSG 'Schwarzach-Durchbruch' und Rhätschluchten bei Burgthann ausgewiesen.

## Entstehung
Der kleine Fluss Schwarzach hat sich zwischen dem Schwarzenbrucker Gemeindeteil Gsteinach und dem Brückkanal des Ludwig-Donau-Main-Kanals tief in den Burgsandstein eingeschnitten. Der mittlere Burgsandstein ist vor etwa 215 Millionen Jahren während des Erdmittelalters (Trias) entstanden. Diese Gesteinsart ist im westlichen und südlichen Mittelfranken weit verbreitet.
Hartes und widerstandsfähiges Gestein wie der Burgsandstein verengt ein Tal zur Schlucht. Die Erosionskraft des Flusses konnte sich nur entlang von Klüften und Störungen in das Gestein einschneiden. Die harten Sandsteinarten bilden hierbei die steilen Schluchtwände. Weniger harte Gesteinsschichten wie Tonschichten und Schwächezonen führten besonders bei Hochwasser zu einer Unterspülung der Uferbereiche. Dadurch entstanden Auskolkungen, überhängende Dächer und Brandungshöhlen. Die beiden größten Höhlen dieser Art sind die Karlshöhle und die Gustav-Adolf-Höhle.
Der Fluss verdankt seine erhöhte Erosionskraft einem geologischen Ereignis vor etwa 1,5 Millionen Jahren. Der Main durchbrach damals bei Eltmann den Steigerwald und floss fortan nicht mehr nach Süden zur Donau hin, sondern westlich in den Rhein. Alle mainfränkischen Flüsse, so auch die Schwarzach, hatten durch diese Umlenkung einen kürzeren Weg zum Meer und steileres Gefälle. Gerade im Bereich von Altdorf und Burgthann führte dies zu Bildung imposanter Räthschluchten wie der Teufelskirche von Grünsberg.

## Nutzung
Die Schlucht ist ein Naturschutzgebiet und ein beliebtes Naherholungsgebiet. Am Nordufer des Flusses führen Wanderwege sowie ein geologischer Lehrpfad mit Hinweistafeln durch die Schlucht. Am Südufer befindet sich ein ehemaliger Felsensteig, der aber wegen Absturzgefahr heute gesperrt ist. Zusätzlich sind dort einige aufgelassene Steinbrüche zu finden. Wassersport ist auf dem Fluss nicht möglich.

## Wandern
Der Wanderweg durch die Klamm ist nach dem verstorbenen Altbürgermeister Albrecht Frister benannt.

## Tour durch die Schlucht
Parkmöglichkeiten befinden sich beim Ausflugslokal Brückkanal, an der Autobahnraststätte Feucht und dem Schwarzenbrucker Kirchweihplatz. Mit dem ÖPNV (VGN) erfolgt die Anreise mit der S-Bahn Linie 3, Haltestelle Ochenbruck. Von dort sind es etwa 20 Gehminuten bis zum Anfang der Schlucht.
Flussabwärts gesehen befindet sich der Einstieg in den wildromantischen Teil der Schlucht südlich von Gsteinach. Vorbei an bizarren Felsformationen gelangen wir zu einem größeren freien Areal mit den Resten eines ehemaligen Granitwerkes. Auf dem Gelände befand sich auch eine Gastwirtschaft, die 2006 abgerissen wurde. Seit dem Abbruch gab es mehrfach Pläne, das Gelände für Wohnbebauung zu nutzen. Im März 2014 ist das Baurecht abgelaufen und wird vom Landratsamt nicht mehr verlängert. Es ist jetzt geplant, das Areal zu renaturieren.
Im Anschluss kommen wir zur Gustav-Adolf-Höhle. Die Gustav-Adolf-Höhle hat ihren Namen von der Tatsache, dass der Schwedenkönig hier nach einem Gefechtssieg (siehe hierzu Affalterbach) im Dreißigjährigen Krieg im Jahre 1632 einer Predigt des Nürnberger Pfarrers Cornelius Mareius beiwohnte. Hier finden immer wieder diverse Feiern statt, welche ihre Spuren deutlich hinterlassen haben.
Unmittelbar nach der Gustav-Adolf-Höhle kurz vor einem in den Fels eingelassenen Wohnhaus fällt an der Felswand löchrige netz- oder wabenförmige Verwitterung auf. Diese Erscheinung wird als Galerie- oder Wabenverwitterung (Tafone) beziehungsweise als Bröckellöcher bezeichnet. Man findet diese Erscheinungen häufig im Sandstein. Entstanden sind diese, da Sandstein aus einzelnen Sandkörnern besteht, die durch ein Bindemittel zusammengehalten werden. Durch eindringendes Wasser wird die Struktur aber verändert, und an bindemittelfreien Stellen bröckelt der lose Sand ab. Zurück bleiben die bindemittelhaltigen und harten Stellen.
Nun muss die Schlucht kurz verlassen werden. Etwa 200 Meter westlich erfolgt jedoch der Abstieg über Treppen wieder zurück in die Schlucht. Dort befindet sich das Flusskraftwerk Gsteinach mit einer kleinen Staustufe. Das Kraftwerk besteht seit dem 19. Jahrhundert, hat eine Leistung von 82 kW und befindet sich heute im Privatbesitz.
Kurz hinter dem Kraftwerk liegt hangaufwärts die Schwarzenbrucker Kläranlage. Das geklärte Wasser wird hier in die Schwarzach geleitet. Der Hang zur Kläranlage wurde im Herbst 2012 aus Sicherheitsgründen vollständig abgeholzt, was auch erhebliche, aber vergebliche Proteste in der Bevölkerung auslöste.
Der Weg erreicht jetzt die Karlshöhle. Durch einen niedrigen Durchgang gelangt man über eine Holztreppe in die Halbhöhle. Im Anschluss führt der Weg über einen Steg, und bald weitet sich sodann die Schlucht.
Den Abschluss der Schwarzachschlucht bildet der mächtige Brückenbogen des Brückkanals. Kurz davor leitet eine Treppe zum Ausflugslokal Waldschänke Brückkanal hinauf. Auf halber Höhe befindet sich der Austritt einer kleinen Quelle.

## Bildergalerie

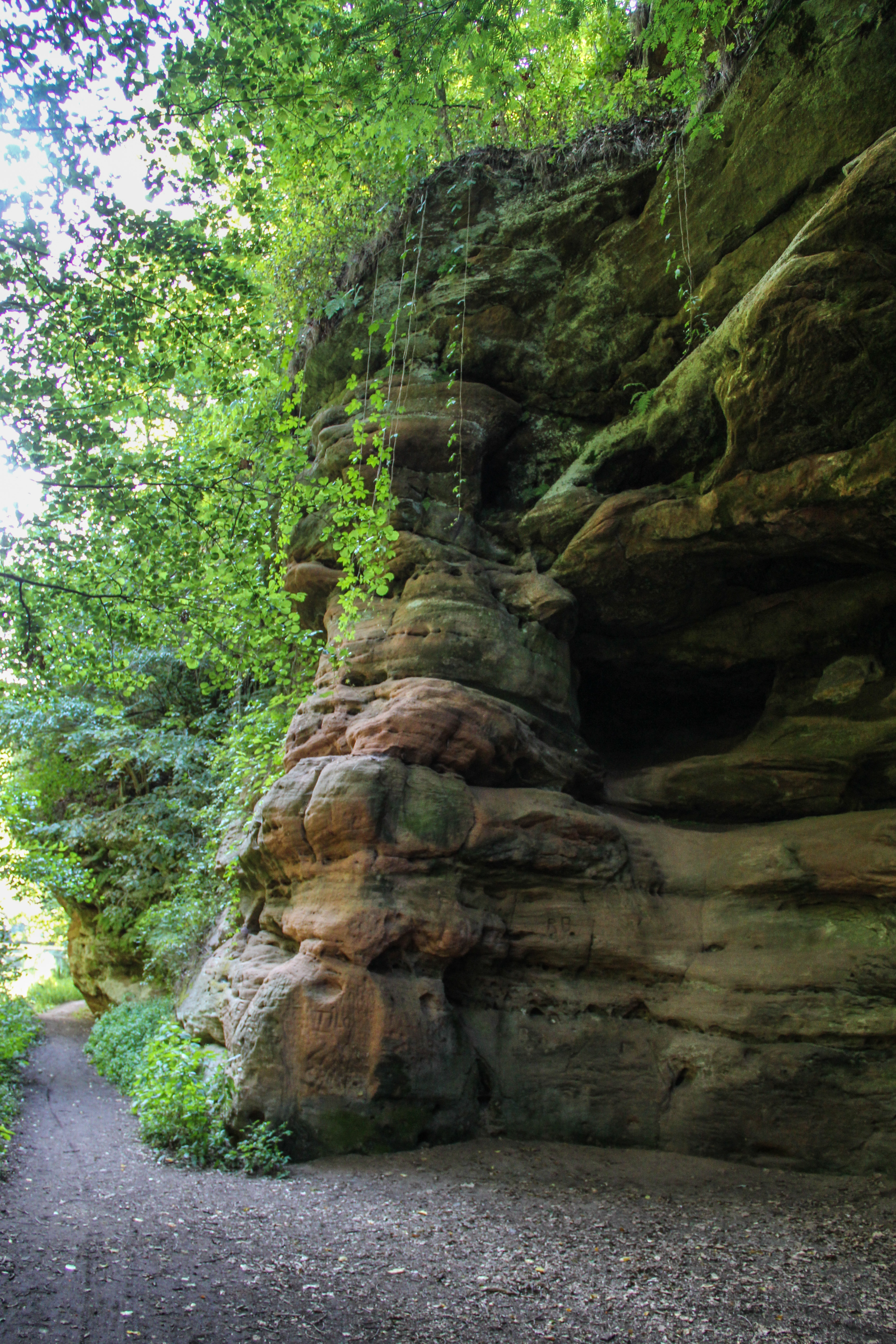
Die Schlucht im Sommer, Juli 2012
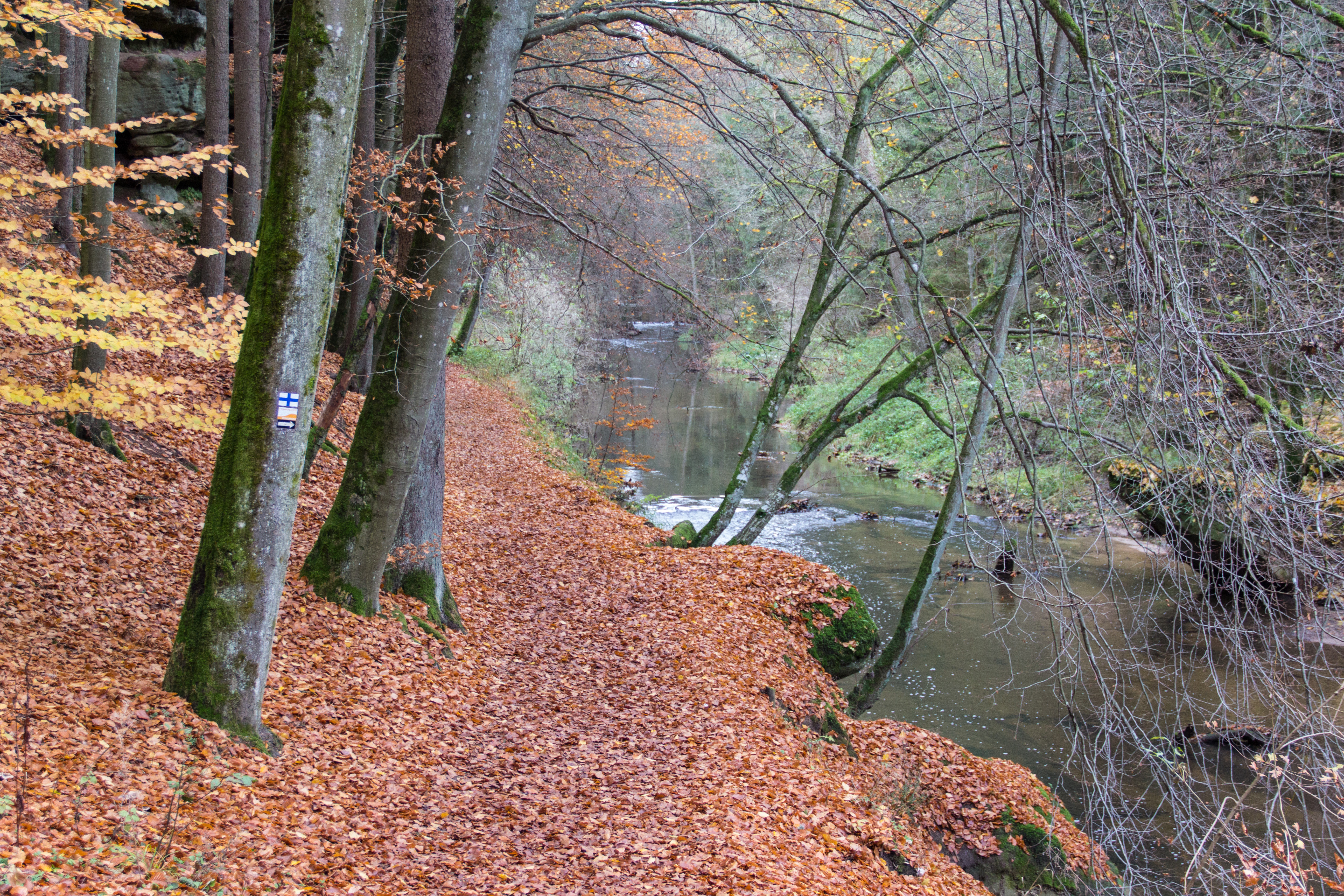
Die Schlucht im Herbst, November 2012
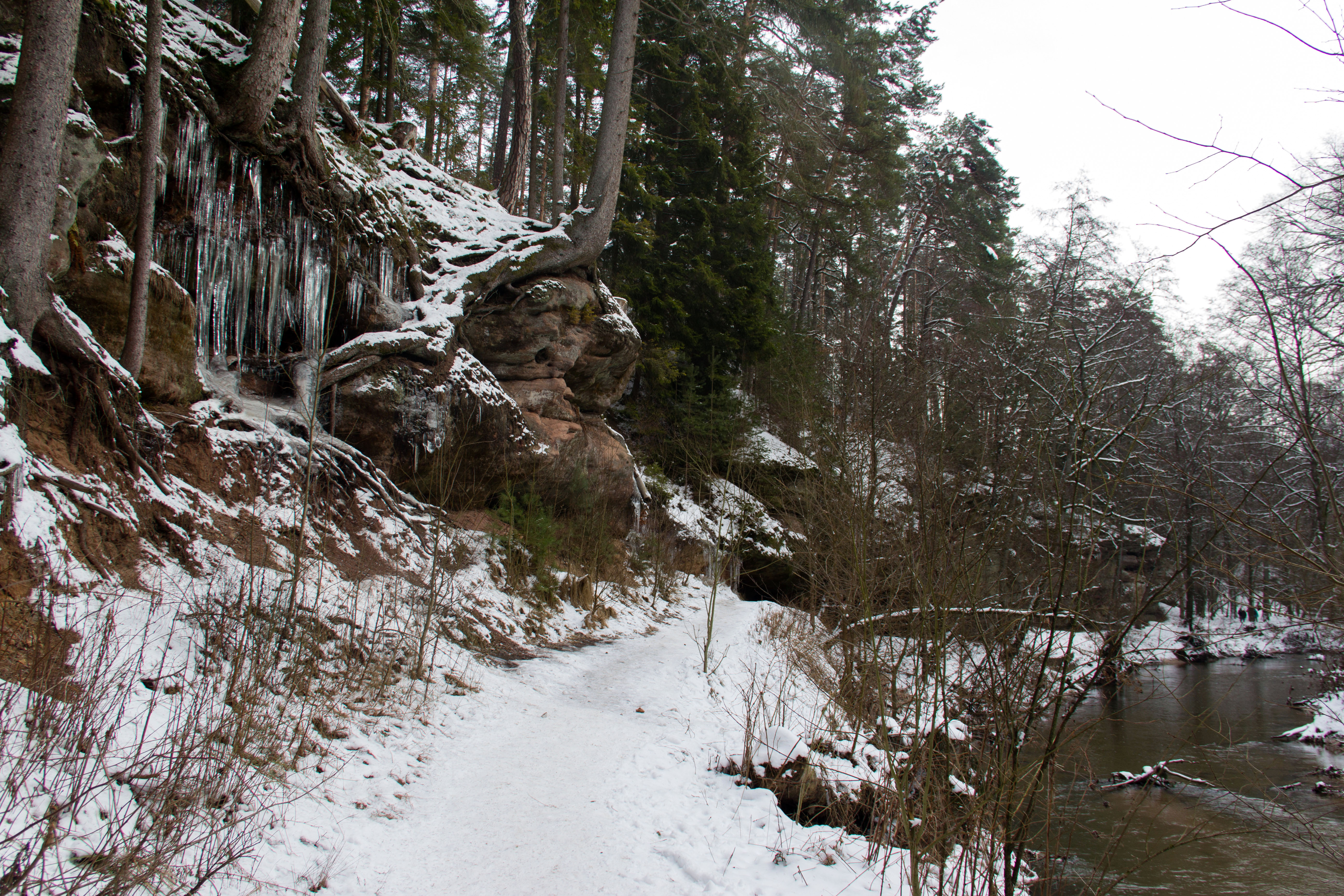
Die Schlucht im Winter, Januar 2013
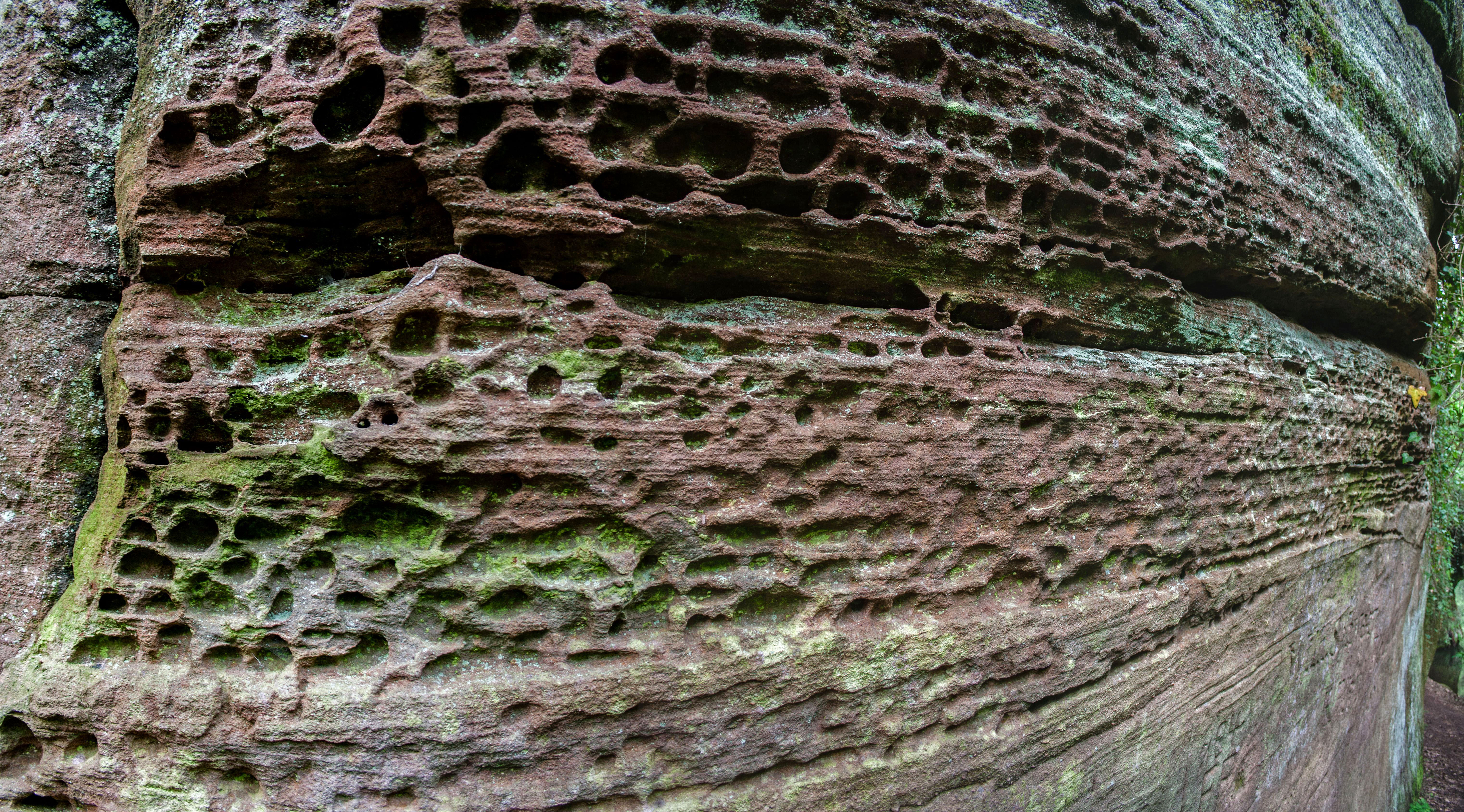
Bröckellöcher im Fels
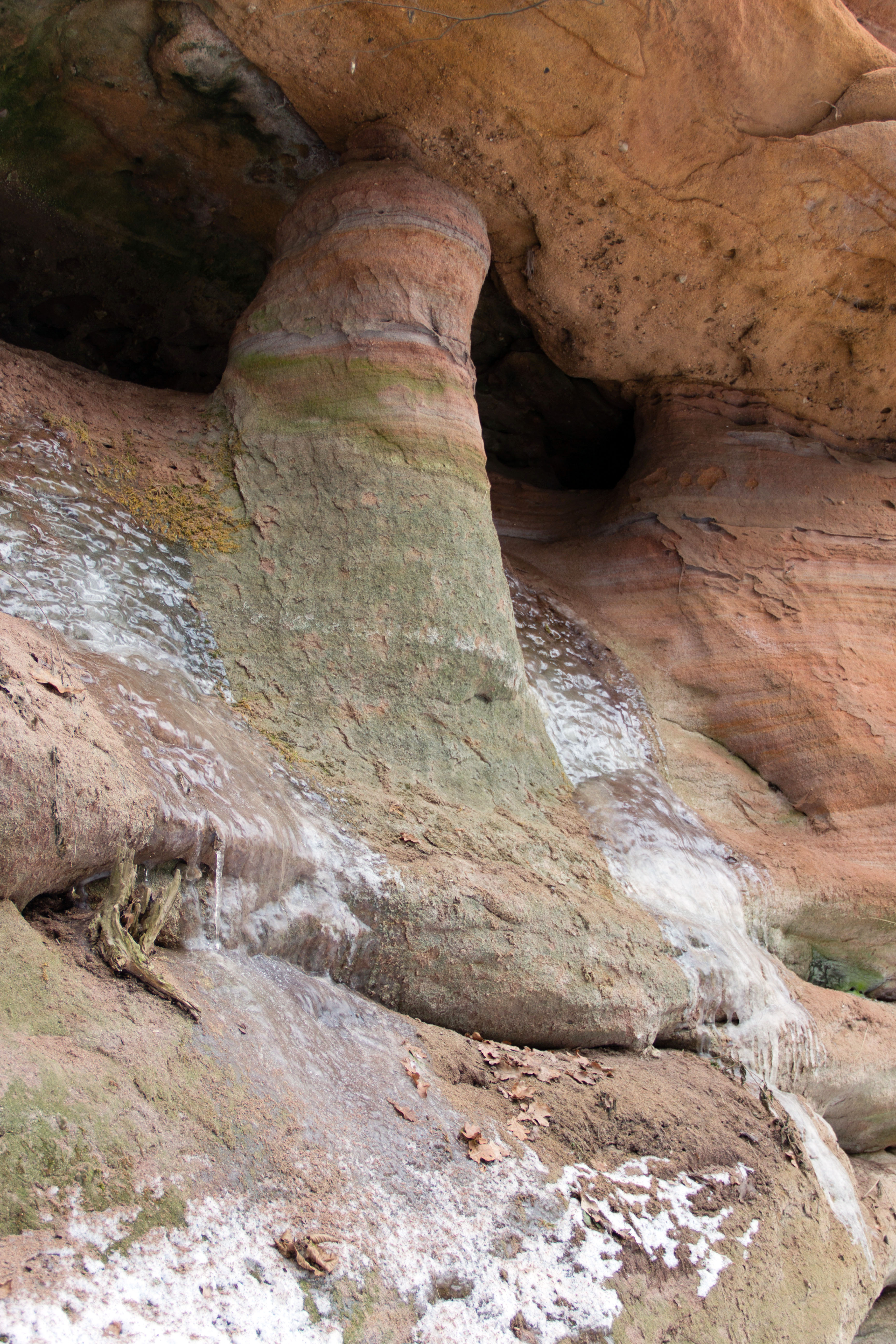
Felsensäule nahe Gsteinach
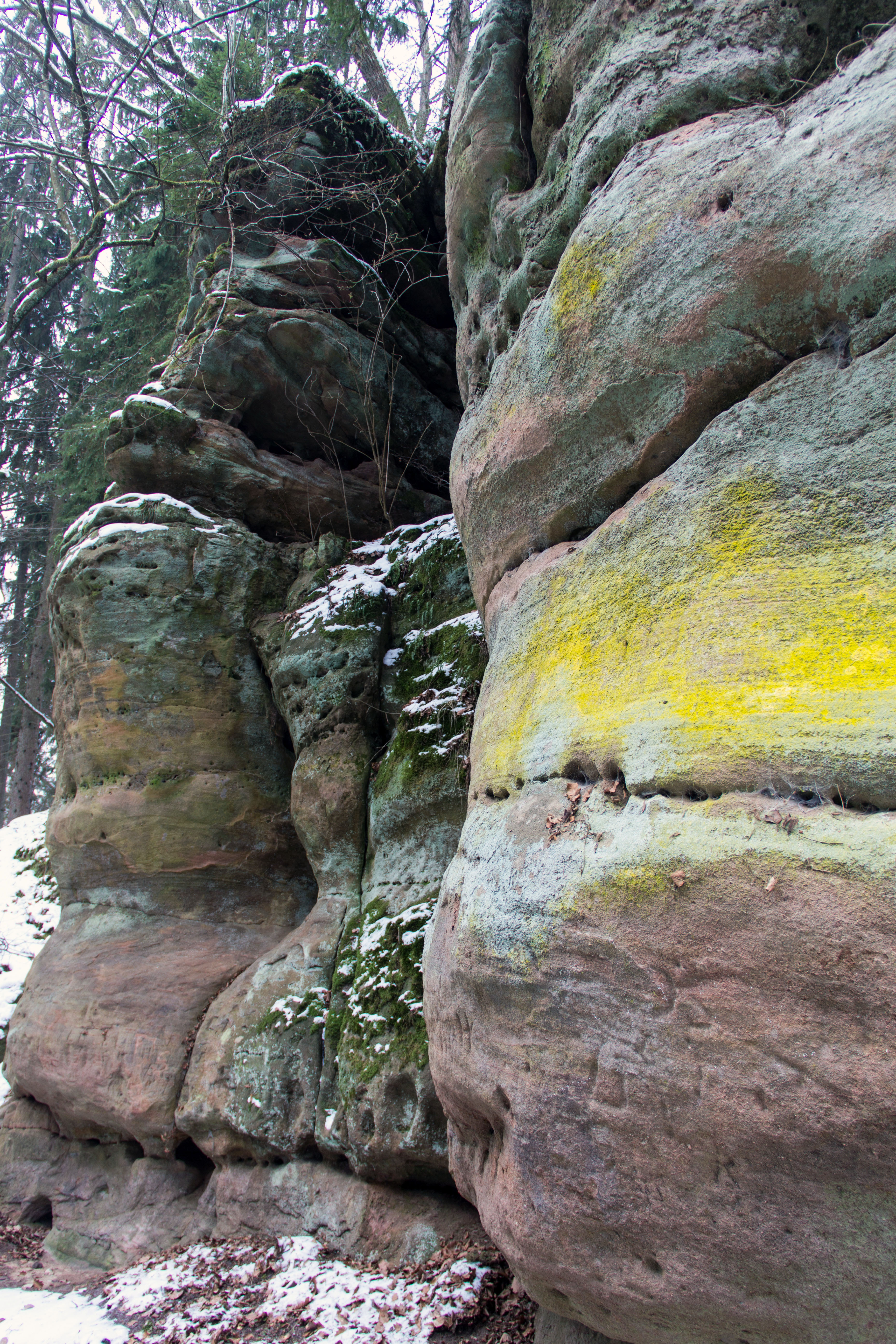
Farbenspiel im Fels
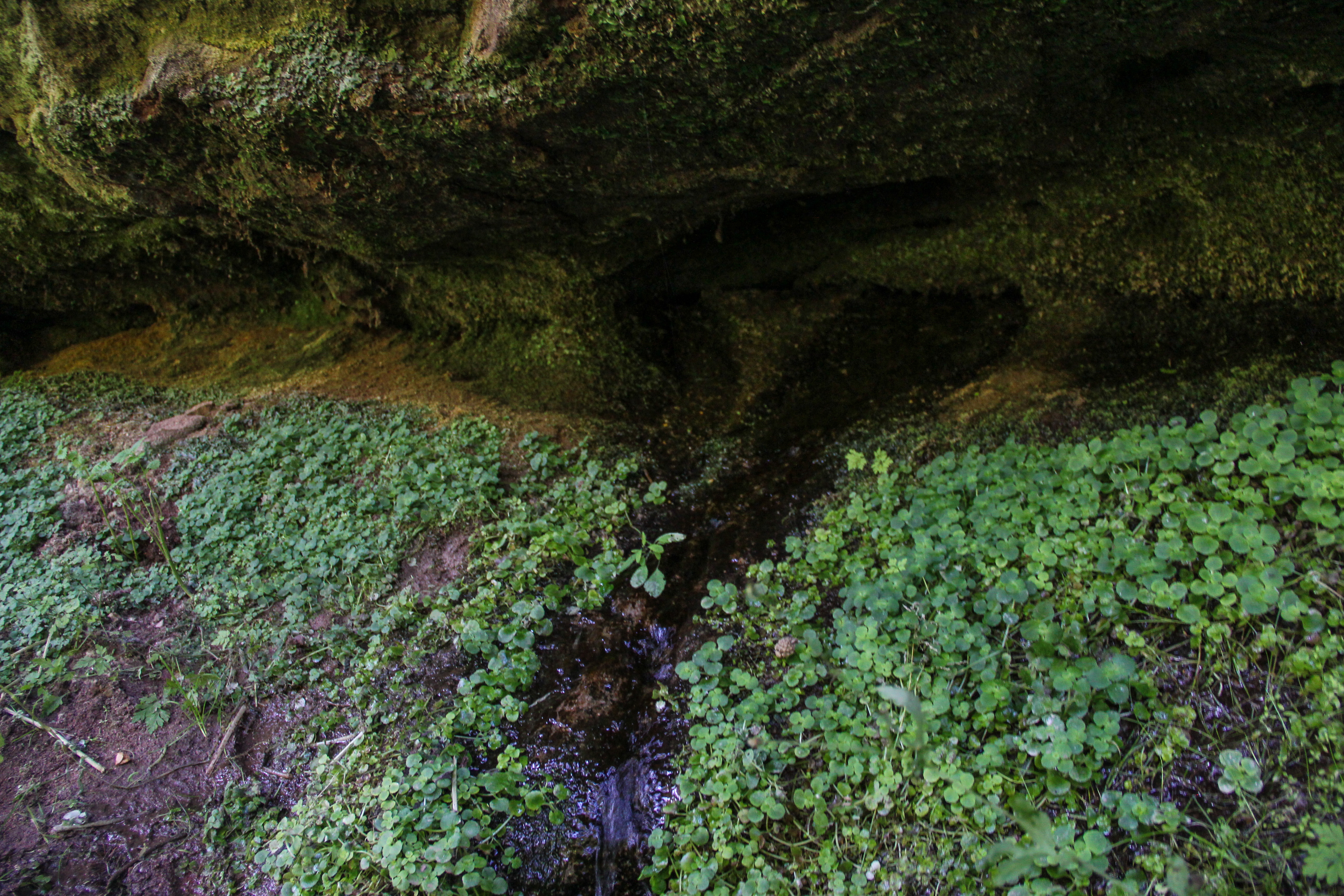
Quellaustritt nahe der Karlshöhle, Juli 2012
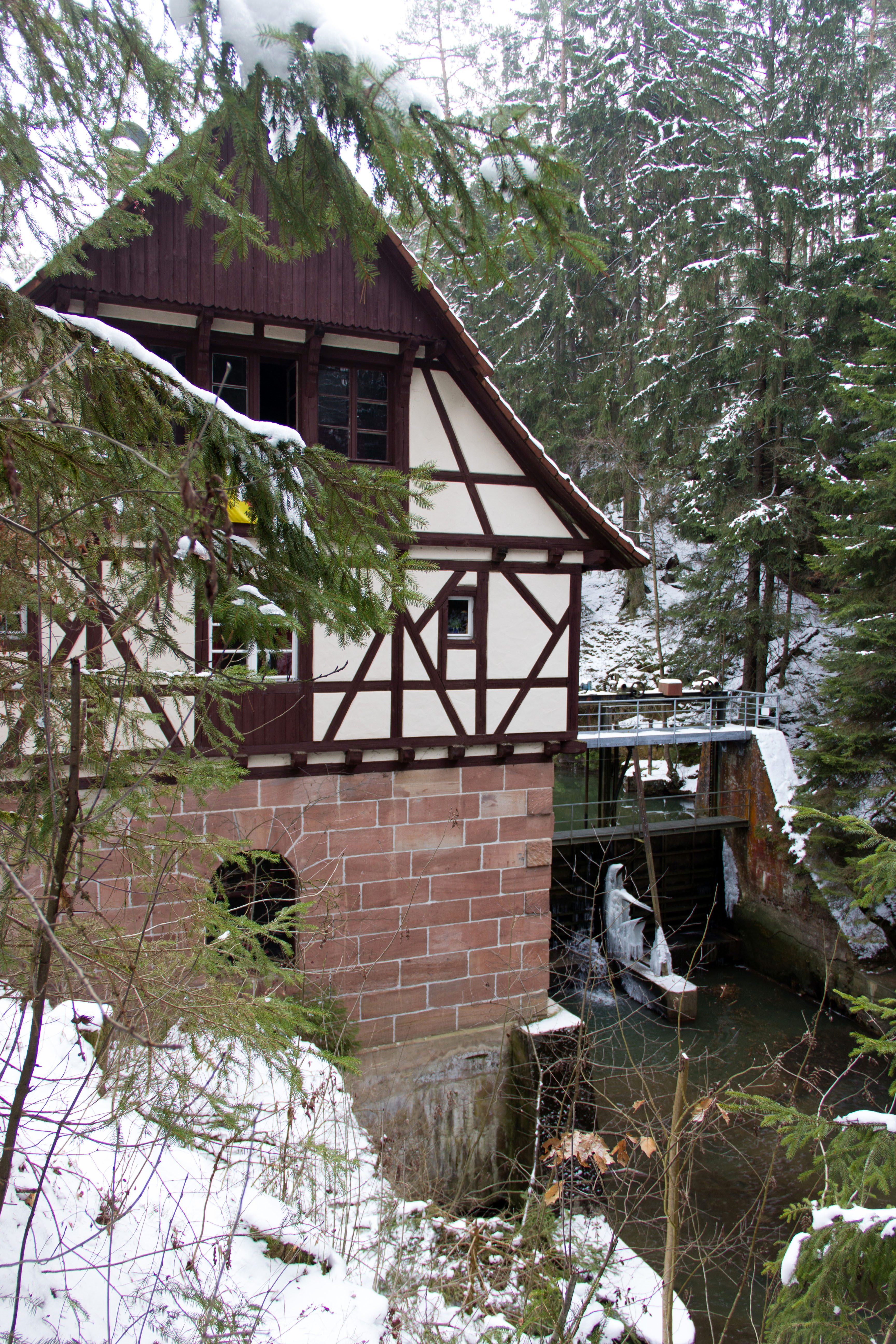
Flusskraftwerk Gsteinach
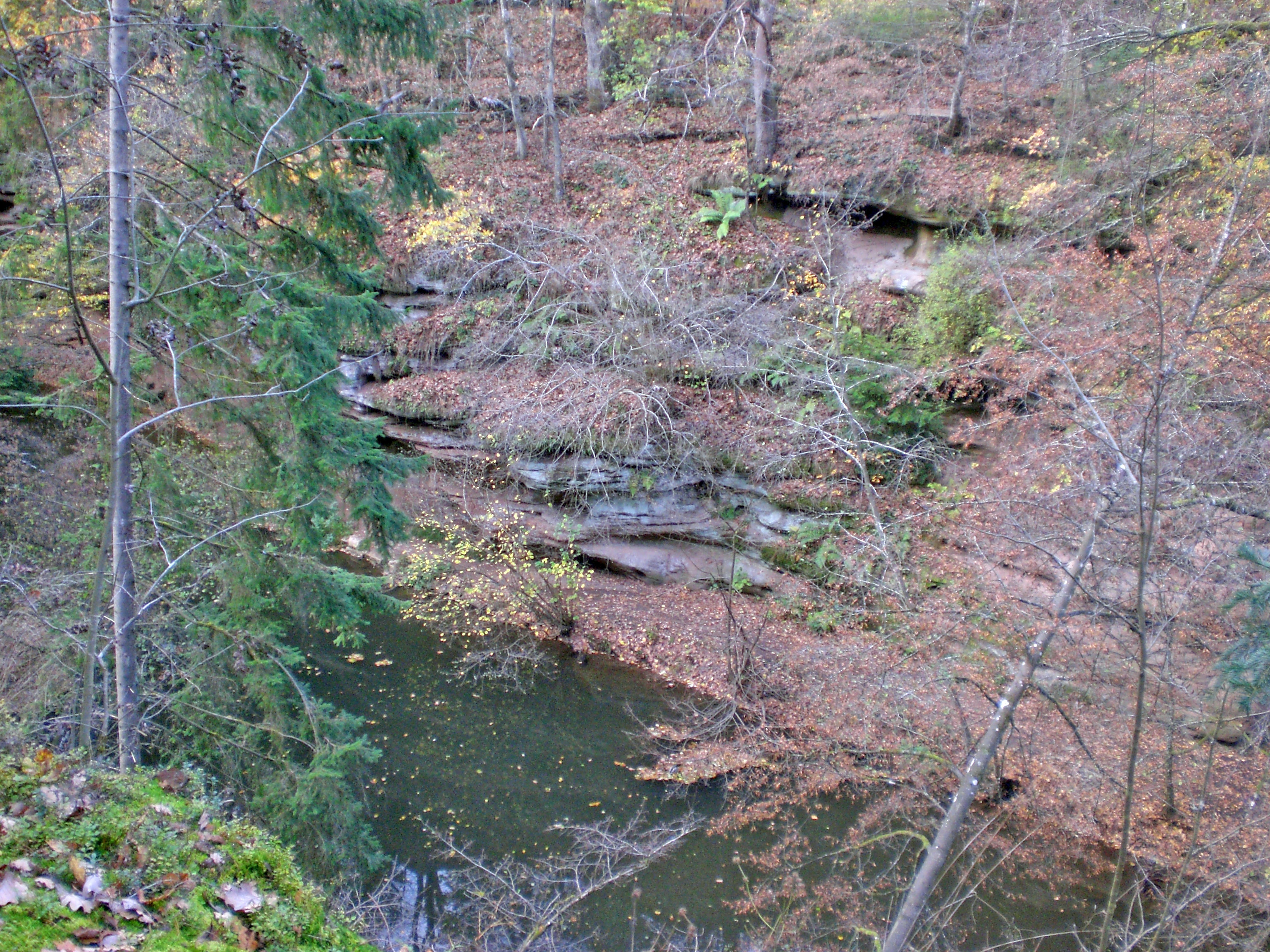
Felswand bei Gsteinach (2023)
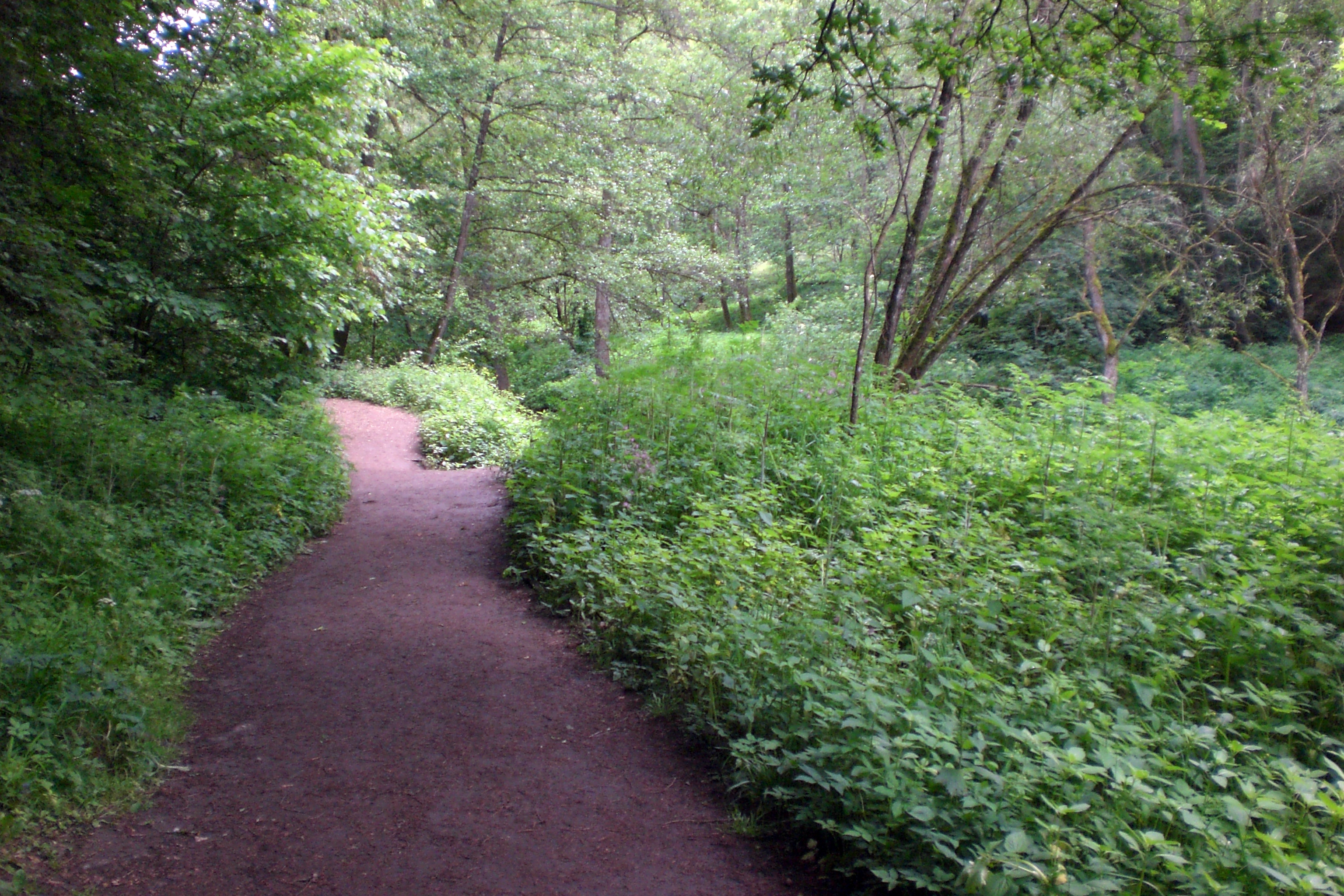
Wanderweg (2024)
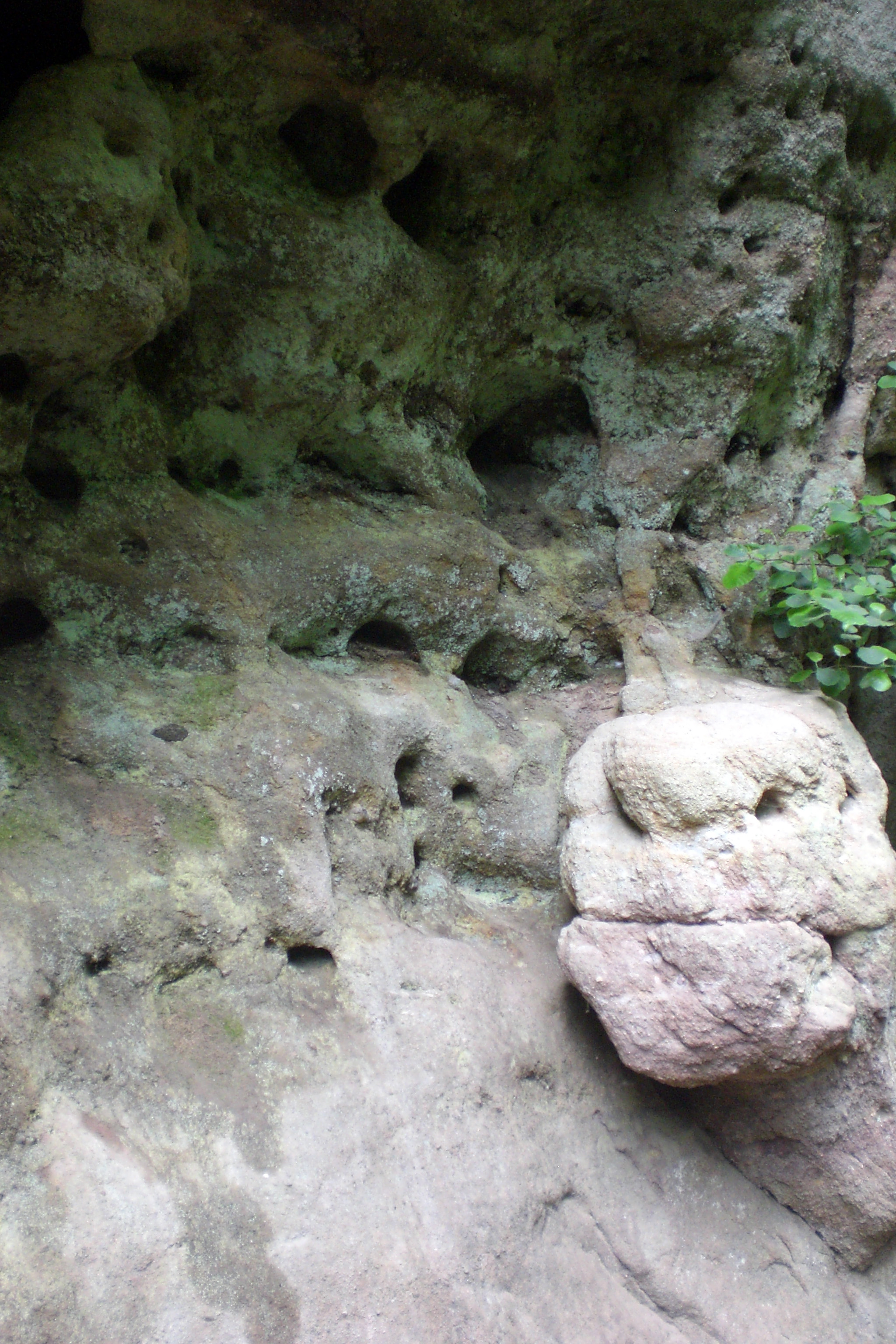
Grimmige Schildkröte? (2024)
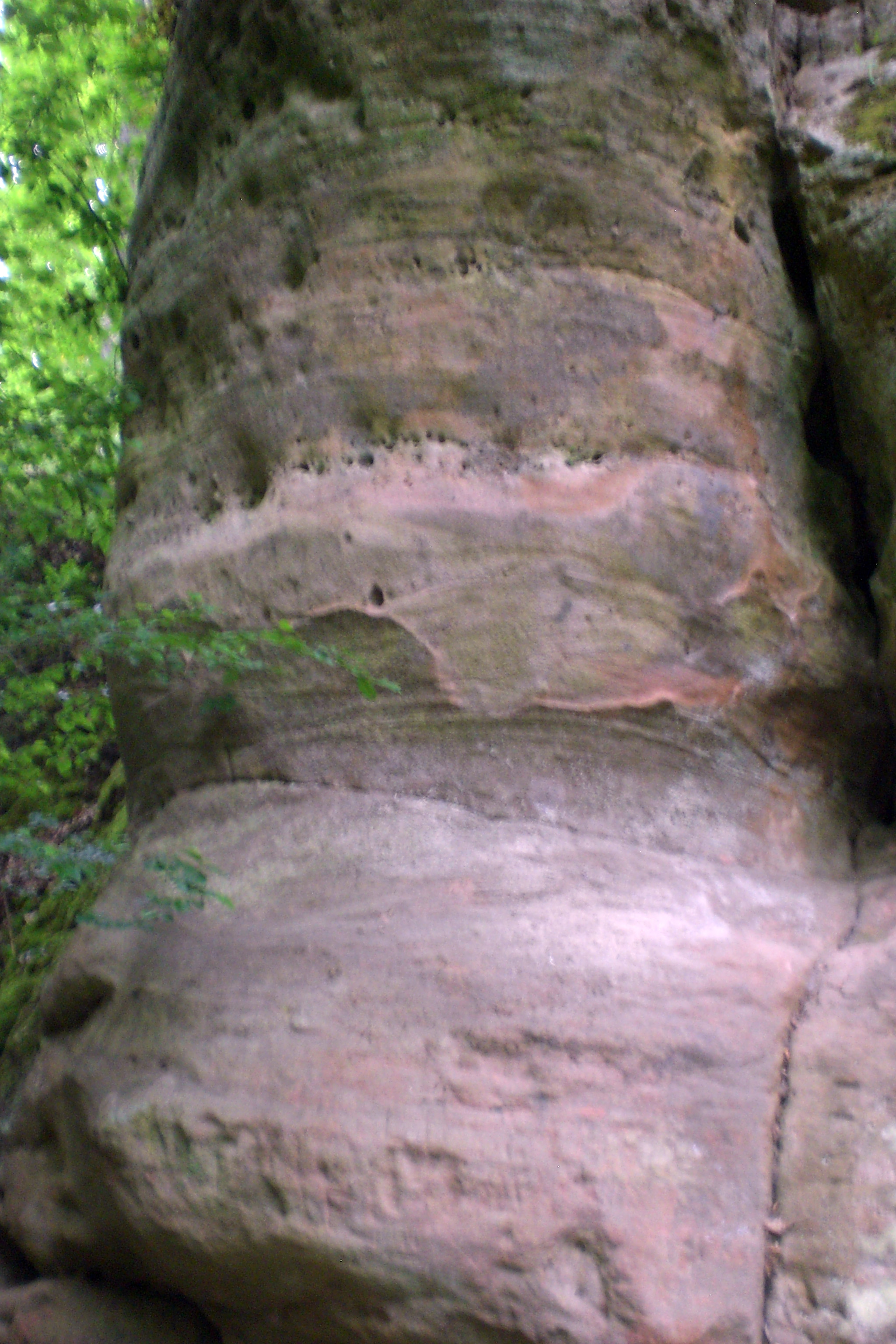
Felsen beim Sportplatz (2024)
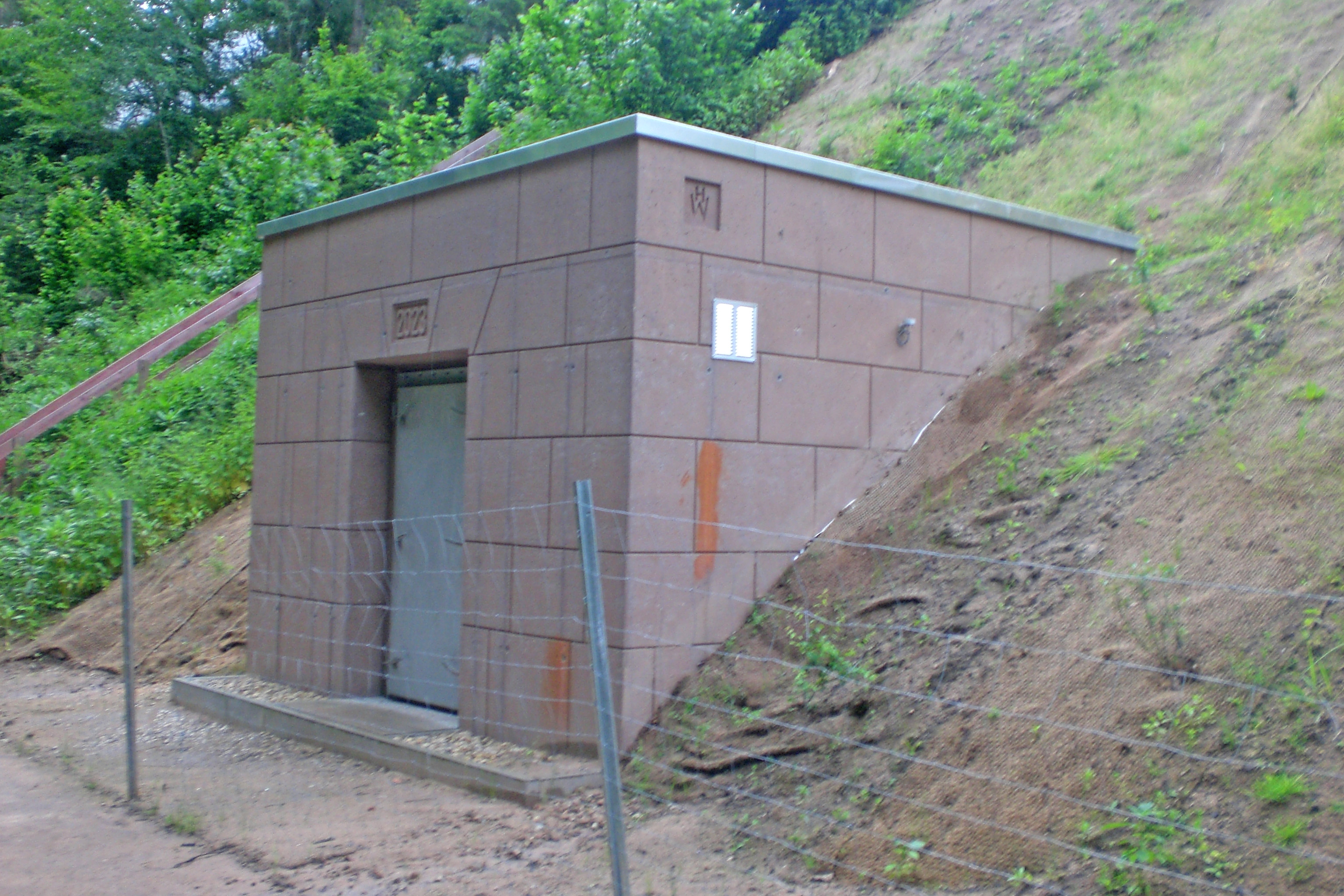
Einlauf der Kläranlage (2024)